# Al-Badhan
Al-Badhan (àrab: الباذان, al-Bāḏān) és un vila palestina de la governació de Nablus, a Cisjordània, al nord de la vall del Jordà, 14 kilòmetres al nord-est de Nablus. Segons l'Oficina Central Palestina d'Estadístiques tenia 2.422 habitants en 2007.